# Renträsket (Lycksele socken, Lappland, 721610-161710)
Renträsket är en sjö i Lycksele kommun i Lappland och ingår i Umeälvens huvudavrinningsområde. Sjön har en area på 0,385 kvadratkilometer och ligger 280,4 meter över havet.

## Delavrinningsområde
Renträsket ingår i det delavrinningsområde (721662-161804) som SMHI kallar för Mynnar i Bjurbäcken. Medelhöjden är 309 meter över havet och ytan är 3,73 kvadratkilometer. Det finns inga avrinningsområden uppströms utan avrinningsområdet är högsta punkten. Vattendraget som avvattnar avrinningsområdet har biflödesordning 4, vilket innebär att vattnet flödar genom totalt 4 vattendrag innan det når havet efter 226 kilometer. Avrinningsområdet består mestadels av skog (80 procent). Avrinningsområdet har 0,38 kvadratkilometer vattenytor vilket ger det en sjöprocent på 10,2 procent.